# Петров, Юрий Борисович
Ю́рий Бори́сович Петро́в (12 мая 1915, Андижан, Андижанский уезд, Ферганская область, Российская империя — 14 августа 1984, Йошкар-Ола, Марийская АССР, РСФСР, СССР) — советский военный лётчик. В годы Великой Отечественной войны командир эскадрильи 14 гвардейского истребительного авиационного полка на Ленинградском фронте. Гвардии подполковник (1956).

## Биография
Родился 12 мая 1915 года в Андижане (ныне Узбекистан).
В октябре 1938 года призван в РККА. Участник Великой Отечественной войны: после окончания военной школы авиапилотов Балтийского флота лётчик-истребитель, командир звена, заместитель командира и командир эскадрильи 14 гвардейского истребительного авиационного полка на Ленинградском фронте, гвардии капитан. Совершил 635 боевых вылетов, 54 воздушных боя, сбил 6 самолётов, уничтожил огромное количество техники и живой силы. В годы войны награждён орденом Красного Знамени (1941, 1942, 1944, дважды) и боевыми медалями, в том числе медалями «За оборону Ленинграда» и «За взятие Кёнигсберга».
В 1951 году окончил Высшие офицерские лётно-тактические курсы авиации ВМФ. В 1956 году присвоено звание подполковника. В августе 1960 года вышел в отставку. Награждён орденами Красного Знамени (1956), Красной Звезды (1953) и медалями, в том числе медалью «За боевые заслуги» (1949).
После этого работал начальником отдела кадров, секретарём парткома автоколонны № 1311 в г. Йошкар-Оле Марийской АССР.
Скончался 14 августа 1984 года в Йошкар-Оле.

## Память
- В 1977 году марийский художник Борис Тарелкин посвятил ему живописный портрет[1].
- В мае 2023 года в память о гвардии подполковнике Ю. Б. Петрове на доме в Йошкар-Оле, где он жил (Ленинский проспект, 49), была установлена мемориальная доска[4].

## Боевые награды
- Орден Красного Знамени (24.11.1941, 14.08.1942, 20.07.1944, 28.12.1944, 30.12.1956)[2][3]
- Орден Красной Звезды (21.08.1953)[2][3]
- Медаль «За боевые заслуги» (20.06.1949)[2][3]
- Медаль «За оборону Ленинграда»[2][3]
- Медаль «За взятие Кёнигсберга»[2][3]
- Медаль «За победу над Германией в Великой Отечественной войне 1941—1945 гг.»[2][3]